# Léalvillers
Léalvillers est une commune française située dans le département de la Somme, en région Hauts-de-France.

## Géographie
Le village est situé à une quinzaine de kilomètres au nord - ouest d'Albert et à une trentaine de km au nord - est d'Amiens.

### Sol, sous-sol, hydrographie, relief
De formation tertiaire, le sol est essentiellement argileux. Par endroits, un étage du Miocène laisse apparaître une riche marne.
Le territoire est principalement plat. L'altitude varie de 116 m à 157 m. Léalvillers n'atteint pas le record d'altitude. Le point culminant de la Somme se trouve dans le Vimeu (du côté de la mer). Le point le plus haut du village se trouve à l'est, du côté de l'abbaye de Clairfay. Le point le plus bas est situé vers Acheux, en limite de territoire.
À la fin du XIXe siècle, l'eau des puits est tirée à 49 m de profondeur, dans une nappe au-dessus d'une mince couche d'argile, reposant sur une craie blanche très compacte.

### Communes voisines

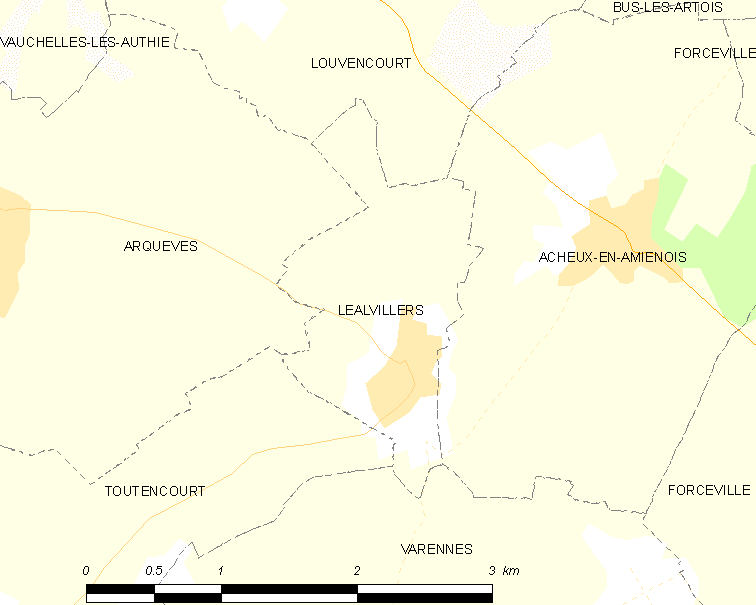
Cliquer sur la carte pour agrandir.

Cinq communes limitent le territoire :
- Louvencourt,
- Acheux-en-Amiénois,
- Varennes,
- Toutencourt,
- Arquèves.

### Hydrographie
La commune est située dans le bassin Artois-Picardie. Elle n'est drainée par aucun cours d'eau.

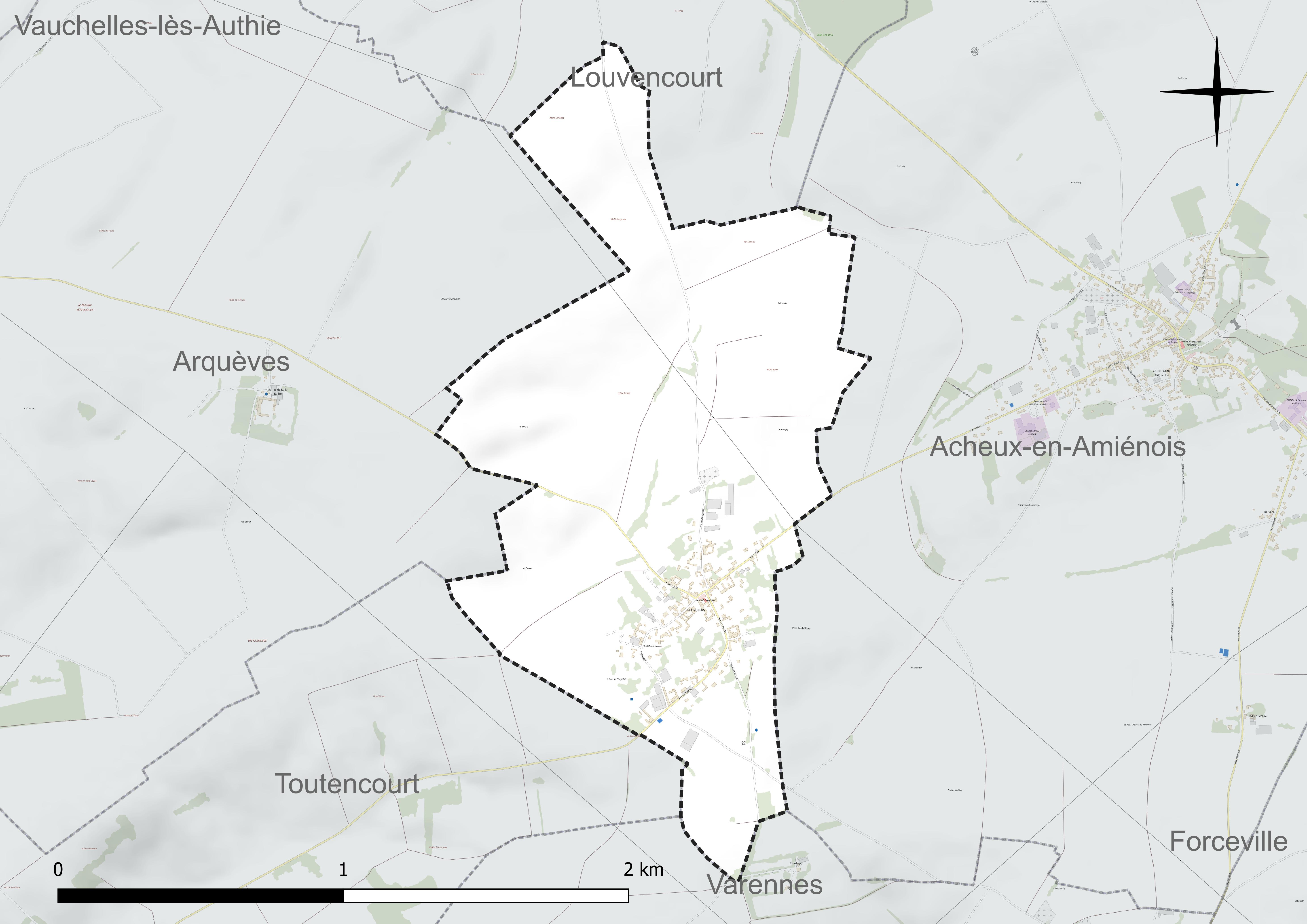
Réseau hydrographique de Léalvillers.

### Climat
Pour des articles plus généraux, voir Climat des Hauts-de-France et Climat de la Somme.
En 2010, le climat de la commune est de type climat des marges montargnardes, selon une étude du CNRS s'appuyant sur une série de données couvrant la période 1971-2000. En 2020, Météo-France publie une typologie des climats de la France métropolitaine dans laquelle la commune est exposée à un climat océanique et est dans la région climatique Nord-est du bassin Parisien, caractérisée par un ensoleillement médiocre, une pluviométrie moyenne régulièrement répartie au cours de l'année et un hiver froid (3 °C).
Pour la période 1971-2000, la température annuelle moyenne est de 10 °C, avec une amplitude thermique annuelle de 14,3 °C. Le cumul annuel moyen de précipitations est de 837 mm, avec 12,7 jours de précipitations en janvier et 9,2 jours en juillet. Pour la période 1991-2020, la température moyenne annuelle observée sur la station météorologique la plus proche, située sur la commune de Méaulte à 14 km à vol d'oiseau, est de 10,7 °C et le cumul annuel moyen de précipitations est de 730,3 mm,. Pour l'avenir, les paramètres climatiques de la commune estimés pour 2050 selon différents scénarios d'émission de gaz à effet de serre sont consultables sur un site dédié publié par Météo-France en novembre 2022.

## Urbanisme

### Typologie
Au 1er janvier 2024, Léalvillers est catégorisée commune rurale à habitat dispersé, selon la nouvelle grille communale de densité à sept niveaux définie par l'Insee en 2022.
Elle est située hors unité urbaine. Par ailleurs la commune fait partie de l'aire d'attraction d'Amiens, dont elle est une commune de la couronne,. Cette aire, qui regroupe 369 communes, est catégorisée dans les aires de 200 000 à moins de 700 000 habitants,.

### Occupation des sols
L'occupation des sols de la commune, telle qu'elle ressort de la base de données européenne d'occupation biophysique des sols Corine Land Cover (CLC), est marquée par l'importance des territoires agricoles (87,8 % en 2018), une proportion identique à celle de 1990 (87,8 %). La répartition détaillée en 2018 est la suivante : 
terres arables (70 %), prairies (17,8 %), zones urbanisées (12,2 %). L'évolution de l'occupation des sols de la commune et de ses infrastructures peut être observée sur les différentes représentations cartographiques du territoire : la carte de Cassini (XVIIIe siècle), la carte d'état-major (1820-1866) et les cartes ou photos aériennes de l'IGN pour la période actuelle (1950 à aujourd'hui).

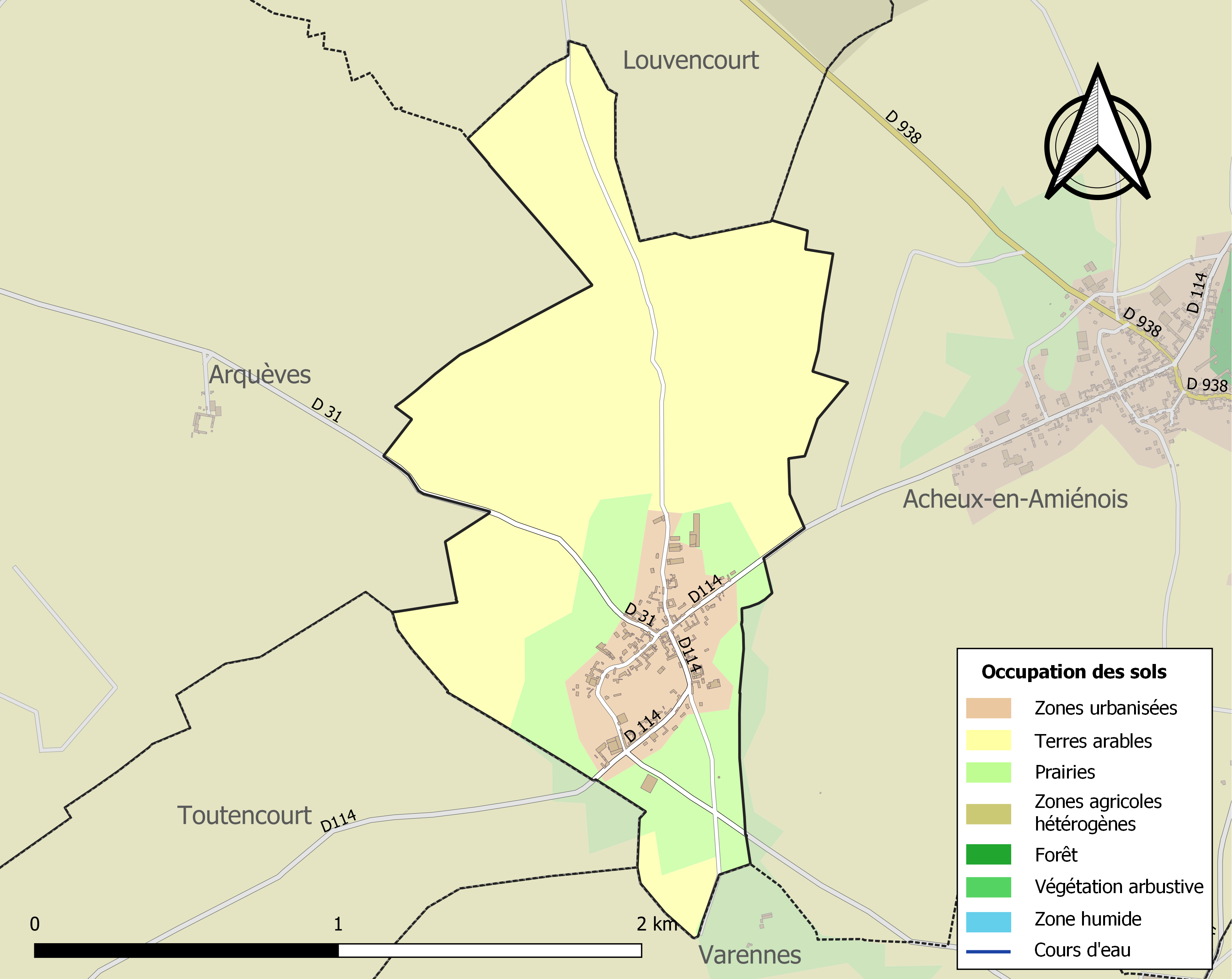
Carte des infrastructures et de l'occupation des sols de la commune en 2018 (CLC).

### Voies de communication et transports
La localité est desservie par les autocars du réseau interurbain Trans'80 Hauts-de-France.

## Toponymie
Le village de Léalvillers ne s'est pas tout le temps appelé comme ceci, il a eu plusieurs noms :
- Loiauvillers, 1301 ;
- Léavilier     en    1648 ;
- Léavilier     en    1657 ;
- Laiauviler    en    1657 ;
- Léalvillers   en    1757.

Léallus, général romain, pourrait avoir donné son nom au village.

## Histoire
Des armes en silex et des monnaies romaines ont été découvertes sur le territoire.
Un tumulus confirme l'occupation romaine des lieux.
De 1450 à 1455, Jean de Flavy est le seigneur local.
Une donation fait passer le village au chapelain de la commanderie de Fieffes.
Le sire de Humières est mentionné comme seigneur en 1567.
Les Espagnols commettront des exactions jusqu'en 1659, année du traité des Pyrénées.
En 1746, la seigneurie passe aux Danissens.
Jusqu'en 1765, l'ancienne église est dans le cimetière.
Pendant la guerre 1914-1918, l'église de Léalvillers est à moitié démolie. Elle est ensuite restaurée, le coq est changé. L'escadrille 28 stationne dans la commune.
Par arrêté préfectoral du 27 décembre 2016, la commune est détachée le 1er janvier 2017 de l'arrondissement d'Amiens pour intégrer l'arrondissement de Péronne.

## Politique et administration
| Période                                  | Période                      | Identité          | Étiquette | Qualité                                    |
| ---------------------------------------- | ---------------------------- | ----------------- | --------- | ------------------------------------------ |
| Les données manquantes sont à compléter. |                              |                   |           |                                            |
| juin 1995                                | mai 2020                     | Jacques Roger     |           |                                            |
| mai 2020                                 | En cours (au 8 octobre 2020) | Véronique Cozette |           | Agent de la fonction publique territoriale |

## Démographie
L'évolution du nombre d'habitants est connue à travers les recensements de la population effectués dans la commune depuis 1793. Pour les communes de moins de 10 000 habitants, une enquête de recensement portant sur toute la population est réalisée tous les cinq ans, les populations de référence des années intermédiaires étant quant à elles estimées par interpolation ou extrapolation. Pour la commune, le premier recensement exhaustif entrant dans le cadre du nouveau dispositif a été réalisé en 2008.

En 2022, la commune comptait 158 habitants, en évolution de −5,39 % par rapport à 2016 (Somme : −1,26 %, France hors Mayotte : +2,11 %).
| 1793 | 1800 | 1806 | 1821 | 1831 | 1836 | 1841 | 1846 | 1851 |
| ---- | ---- | ---- | ---- | ---- | ---- | ---- | ---- | ---- |
| 375  | 363  | 420  | 469  | 482  | 461  | 450  | 452  | 441  |

| 1856 | 1861 | 1866 | 1872 | 1876 | 1881 | 1886 | 1891 | 1896 |
| ---- | ---- | ---- | ---- | ---- | ---- | ---- | ---- | ---- |
| 450  | 450  | 402  | 418  | 374  | 329  | 321  | 328  | 275  |

| 1901 | 1906 | 1911 | 1921 | 1926 | 1931 | 1936 | 1946 | 1954 |
| ---- | ---- | ---- | ---- | ---- | ---- | ---- | ---- | ---- |
| 291  | 270  | 240  | 201  | 183  | 189  | 164  | 211  | 158  |

| 1962 | 1968 | 1975 | 1982 | 1990 | 1999 | 2006 | 2008 | 2013 |
| ---- | ---- | ---- | ---- | ---- | ---- | ---- | ---- | ---- |
| 161  | 161  | 158  | 182  | 183  | 166  | 178  | 181  | 171  |

| 2018 | 2022 | - | - | - | - | - | - | - |
| ---- | ---- | - | - | - | - | - | - | - |
| 166  | 158  | - | - | - | - | - | - | - |

## Culture locale et patrimoine

### Lieux et monuments
L'église actuelle de Léalvillers a été reconstruite en 1765, sous le vocable de Saint-Pierre. Endommagée au cours de la Première Guerre mondiale, elle a été restaurée et redécorée avec un mobilier moderne. Elle conserve la cloche de l’ancienne église (XVe s.), signalée dans les registres paroissiaux en 1603. L’ancien édifice était situé dans le cimetière actuel.